# 薬師スキー場
薬師スキー場（やくしスキーじょう）は、新潟県魚沼市七日市新田に位置するスキー場。

## 概要
薬師温泉に位置しており、日帰り入浴施設「ゆ～パーク薬師」が併設されているほか、近隣には宿泊施設が存在する。

## アクセス
- 公共交通：JR小出駅から、湯之谷温泉郷（折立・大湯・栃尾又温泉）方面へ向かう南越後観光バスの路線バスに乗車（所要約8分）。「湯之谷中学校前」下車後徒歩約10分[1]。夏の行楽シーズンには浦佐駅からのバスも追加運行される[2]。
- 車：関越自動車道魚沼ICより、約7分。